# Grimorio

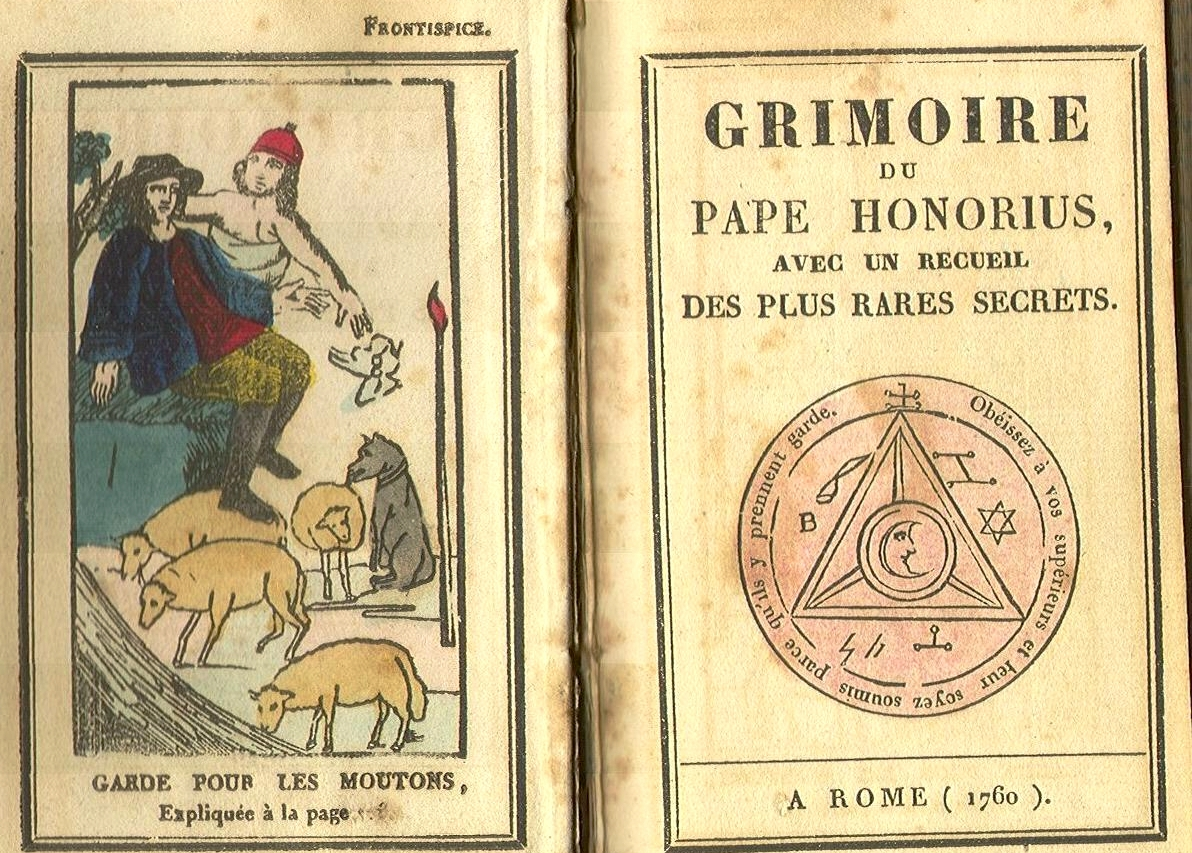
Una ristampa del 1760 del Grimorio di papa Onorio III.

Un grimorio è un libro di magia. I libri di questo genere vennero scritti in gran parte tra la fine del Medioevo e l'inizio del XVIII secolo. Contenevano soprattutto corrispondenze astrologiche, liste di angeli e demoni, istruzioni pratiche per creare incantesimi, preparare medicine e pozioni, invocare entità soprannaturali e fabbricare talismani.

## Etimologia
Una delle possibili spiegazioni sull'origine della parola "grimorio" viene fatta derivare dal francese antico gramaire, parola avente la stessa radice di «grammatica» e «glamour». Questo forse perché, verso la fine del Medioevo, le grammatiche latine (libri sulla sintassi e sulla pronuncia latina) erano il fondamento degli studi scolastici e dell'educazione universitaria, controllata dalla Chiesa cattolica e, per la maggioranza analfabeta della popolazione, tutti gli altri libri erano considerati di stregoneria. Il termine «grammatica» denotava inoltre, sia presso letterati che analfabeti, un libro contenente istruzioni.

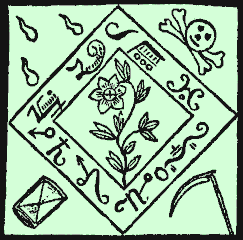
Motivo per un amuleto proveniente dal grimorio La Gallina Nera. Ricamato su raso nero, recita Nades, Suradis, Maniner; pronunciando queste parole si suppone che appaia un djinn. Dicendo Sader, Prostas, Solaster il djinn sarà obbligato a trovare il vero amore a chi lo ha evocato. Dicendo Mammes, Laher l'amore può essere sciolto.

## Grimori storici
Alcuni grimori degni di nota, tramandati nell'ambito della storia occidentale, sono:
- Albanum Maleficarum, scritto in arabo nel X secolo, sarebbe stato stampato in latino nel 1601.[3]
- Antipalus Maleficiorum Comprehensus, di Johannes Trithemius (1555).
- Corpus hermeticum, una raccolta del III secolo d.C. attribuita ad Ermete Trismegisto.
- Enchiridion di papa Leone III, che secondo la leggenda sarebbe stato donato da costui a Carlo Magno.[4]
- Heptameron, di Pietro d'Abano (1290).
- Il grande grimorio, conosciuto anche come il libro del Dragone rosso, risalente presumibilmente al 1522.
- La magia sacra di Abramelin il mago, tradotto dall'ebraico nel 1458,[5] fu scoperto nel XVIII secolo nella Biblioteca Marciana a Venezia; sarebbe stato messo per iscritto dall'ebreo Abraham ben Simeon da Worms, per trasmetterne i segreti a suo figlio Lamech.[6]
- Liber Aneguemis, conosciuto anche Liber Vaccae, è un apocrifo attribuito a Platone, tradotto in latino dall'opera araba Kitab an-nawamis del IX secolo, che sarebbe stata a sua volta la traduzione di un testo ellenistico concernente la dottrina platonica. Fra i più antichi grimori della storia, ha ispirato altri grimori e trattati di alchimia successivi.[7]
- Liber Juratus Honorii, o Grimorium Honorii Magni, testo apocrifo attribuito a papa Onorio III, contenente formule e descrizioni di rituali per evocare gli spiriti e tenere a bada i demoni.[8]
- Libro del comando, che costituirebbe il quarto libro segreto del De occulta philosophia libri tres scritto dal mago rinascimentale Agrippa di Nettesheim, intitolato De cerimoniis magicis, con l'aggiunta dell'Heptameron di Pietro d'Abano.[9]
- La gallina nera, opera apparsa in francese nel 1740.[10]
- Chiave di Salomone o Lemegeton, attribuito al re Salomone.
- Piccola Chiave di Salomone, anch'esso attribuito a Salomone ma riadattato più recentemente.[11]
- Picatrix, tradotto dall'arabo nella Spagna dell'XI secolo, conobbe notevole fama nel Rinascimento.[12]
- Rauðskinna, letteralmente "pelle rossa", di origine islandese.
- Sefer Raziel HaMalakh, grimorio medievale di cabala pratica, originariamente scritto in ebraico e aramaico, tradotto in latino nel XIII secolo col titolo di Liber Razielis Archangeli.

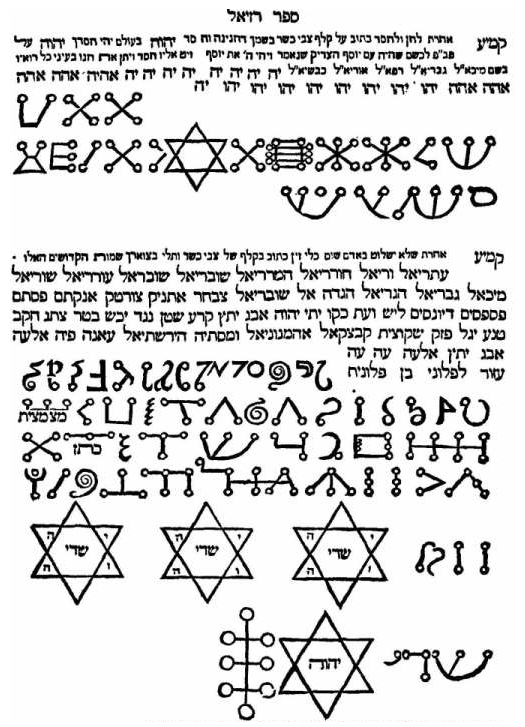
Una pagina contenente molti sigilli magici dal Sefer Raziel HaMalakh (Libro di Raziel l'angelo)

Nonostante esistano edizioni originali di quasi tutti i grimori citati, fin dal XIX secolo vengono messi in commercio dei falsi o delle edizioni mal tradotte (molti dei testi originali sono in francese o in latino, e piuttosto rari).

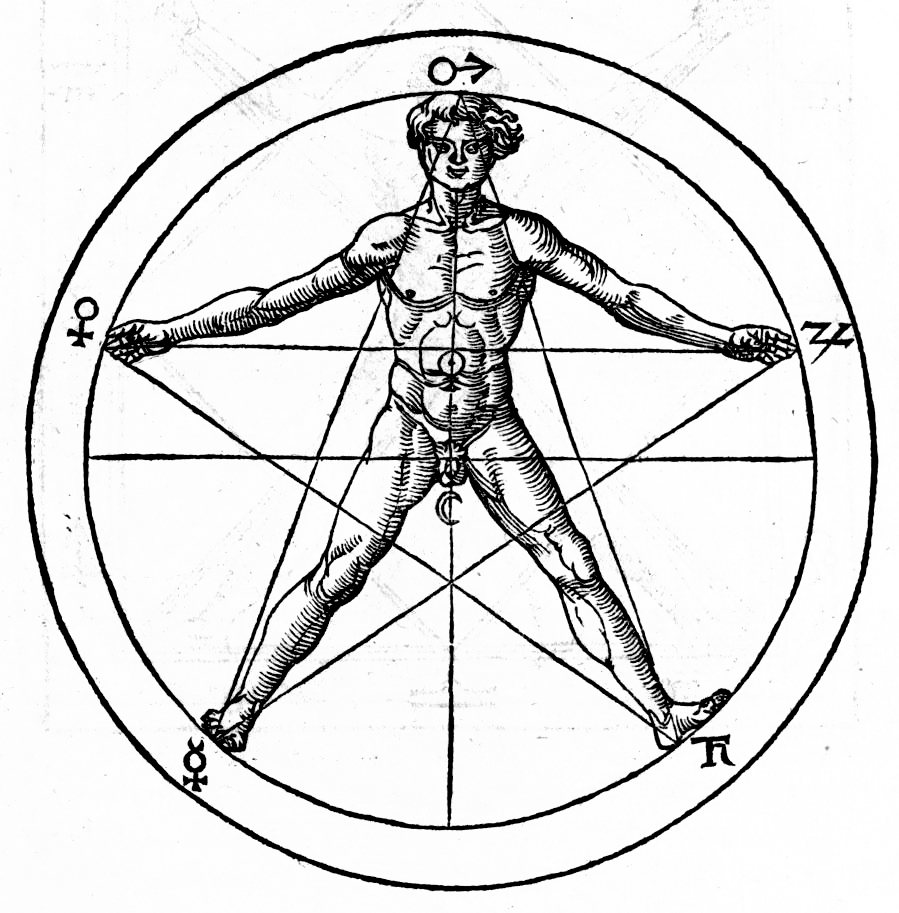
Uomo inciso nel pentagramma, da De Occulta Philosophia di Agrippa von Nettesheim. I segni sul perimetro sono simboli astrologici dei pianeti.

Verso la fine del XIX secolo molti di questi testi (tra cui quello di Abramelin e le Chiavi di Salomone) furono recuperati da organizzazioni esoteriche pseudo-massoniche quali l'Hermetic Order of the Golden Dawn e l'Ordo Templi Orientis. Aleister Crowley, uno dei protagonisti in entrambi i gruppi, funse poi da ispiratore per molti movimenti contemporanei compresi wicca, satanismo e la magia del caos.
Alcuni considerano un grimorio moderno il Necronomicon, nato sul seguito dello pseudobiblium inventato da Howard Phillips Lovecraft, ispirato dalla mitologia sumera e dall'Ars Goetia, una sezione del Lemegeton che riguarda le invocazioni demoniache. Come esplicitamente indicato dallo stesso Lovecraft in molte delle sue lettere, il Necronomicon è una sua invenzione e non è mai esistito.
Anche il manoscritto Voynich potrebbe essere un grimorio, anche se il suo contenuto non è mai stato decifrato e potrebbe anche essere un falso storico.
Si conoscono anche libri di incantesimi più antichi, chiamati anche «papiri magici», e chiamati alcune volte «grimori» dagli studiosi contemporanei. La maggior parte di questi è stata recuperata tra le sabbie dell'Egitto ed è scritta in greco antico o in egizio demotico.